# Estrela (Rio Grande do Sul)
Estrela, amtlich portugiesisch Município de Estrela, ist eine Gemeinde am Ufer des Rio Taquari im brasilianischen Bundesstaat Rio Grande do Sul (Südbrasilien). Im Jahr 2024 hatte die Gemeinde eine Einwohnerzahl von geschätzt 33.243 Menschen.

## Geschichte

Luftbildaufnahme 1969

Als die ersten Kolonisten in die Stadt kamen, bemerkten sie ein starkes Licht in einem Sumpf. In Wirklichkeit handelte es sich um die Spiegelung des Vollmondes, was für sie wie ein Meteor aussah, weshalb die Stadt „Estrela“ genannt wurde, was „Stern“ bedeutet.

## Söhne und Töchter der Stadt
- Aloísio Kardinal Lorscheider (1924–2007), Erzbischof von Aparecida
- Jaqueline Weber (* 1995), Mittelstreckenläuferin